# Matthew Riccitello
Matthew Riccitello (Tucson, 5 de marzo de 2002) es un ciclista estadounidense que compite con el equipo Israel-Premier Tech.

## Biografía
El 13 de marzo de 2022 ganó la clasificación general del Istrian Spring Trophy, su primer éxito a nivel UCI. Posteriormente, firmó un contrato con Israel-Premier Tech para las temporadas 2023 a 2025.

## Palmarés
2022
- Istrian Spring Trophy

2023
- 1 etapa del Tour del Porvenir

2025
- Tour de Sibiu, más 1 etapa

## Resultados en Grandes Vueltas
| Carrera | Carrera         | 2021 | 2022 | 2023 | 2024 | 2025 |
| ------- | --------------- | ---- | ---- | ---- | ---- | ---- |
|         | Giro de Italia  | —    | —    | 56.º | —    | —    |
|         | Tour de Francia | —    | —    | —    | —    | —    |
|         | Vuelta a España | —    | —    | —    | 30.º | —    |

—: no participa

Ab.: abandono

## Equipos
- LUX Cycling (2019-2020)
- Hagens Berman Axeon (2021-2022)
- Israel-Premier Tech (stagiaire) (08.2022-12.2022)
- Israel-Premier Tech (2023-)